# Суханов, Александр Алексеевич
Алекса́ндр Алексе́евич Суха́нов (род. 25 мая 1952, Саратов) — советский и российский математик (кандидат физико-математических наук), композитор, бард, автор около 150 песен.

## Биография
Александр Суханов родился 25 мая 1952 года в Саратове. В детстве учился музыке — окончил музыкальную школу по классу скрипки. Обучался в школе с математическим уклоном, закончив её в 1969 году с серебряной медалью.
В 1974 году окончил с отличием мехмат Московского государственного университета им. М. В. Ломоносова, затем окончил аспирантуру и получил степень кандидата физико-математических наук (1978 год). Преподавал высшую математику в Военно-воздушной академии им. Ю. А. Гагарина.
С 1981 года работает в МГУ в лаборатории вычислительных методов.
Женат. Имеет двух дочерей-близнецов от первого брака, трёх внуков и одну внучку (на 2016 год). Жена Елизавета.

## Творчество
С 1969 года Суханов начал писать песни на собственные стихи (первая песня «Аист»), а также на стихи таких известных поэтов, как С. Маршак, И. Уткин, П. Шелли, А. Вертинский, А. Пушкин, Н. Рубцов и др. С большим успехом исполнял свои песни, аккомпанируя себе на шестиструнной гитаре. Участвовал в жизни сообщества КСП, выступая на слётах, концертах и фестивалях. Написал несколько песен к спектаклям. У барда вышла пластинка на фирме «Мелодия», выпущено несколько компакт-дисков.
Популярен с 1976 года после исполнения песен «Ах, телега ты моя» и «Этот апрель» на слёте Московского клуба самодеятельной песни, где получил звание лауреата.
Член Союза литераторов России.

## Премии и звания
- Лауреат Царскосельской художественной премии, за самобытный музыкальный почерк и песни на стихи классических поэтов (2012)[3].
- Лауреат VIII Грушинского фестиваля (1975)[4].
- Почётный гражданин города Саратова.

## Песни
- А какая музыка в тишине играла… — Гармония
- Аист улетает в облака, унося мечту свою на крыльях… — Аист
- Ах телега ты моя, вдребезги разбитая… — Колокольчик
- Безумных лет угасшее веселье… — Элегия (Стихи А. С. Пушкина)
- Белый снег в тишине закружил. Молчаливо в ночи исчезает… — Только ночь
- Больше пью, хуже сплю…
- Брошу все дела, подниму глаза…
- Бумага предо мной, мой друг, я вам пишу… — Абонемент
- Бывает однажды, не у моря, нет, нет…
- Был цыплёнок весел, потому что весил, нагулявши по дворам, ровно двадцать грамм… — Сколько полагается (Стихи М. Яснова)
- В глубинах метрополитена…
- В жизни иногда ты находишь путь верою…
- В комнате темно, в комнате беда — кончилось вино, кончилась еда… — Душевная (Стихи Н. Рубцова)
- В нашем доме живёт привиденье, и ручаюсь я вам головой… — Домовой
- В окне фиалки не дрожат. Рябины ветвь не колыхнётся… — Телефонный звонок
- В саду, где стужей веет от земли, два привиденья только что прошли… — Чувствительная беседа (стихи Поля Верлена)
- В сердце однажды вернётся надежда… — Вальс ожидания
- В синем небе журавли, милый, а нельзя ли… — Журавли (Стихи И. Уткина)
- В тёмной башне один, по науке жил дракон. Ежедневно от скуки… — Дракон
- Вот и лето прошло… — (Стихи Арсения Тарковского)
- Впервые на арене, для школьников Москвы… — Цирк (Стихи С. Маршака)
- Всё было, неужели было… — Эпиграф
- Где бы стезя ни бежала… — Стезя (Стихи В. Набокова)
- Говорит сурок ондатре: «Раздели четыре на три»… — Замечательный сурок
- Голову мне кружат запахи в лесу…
- Двое тихо говорили. Расставались и корили… — Уезжаю в Ленинград (Стихи И. Уткина)
- Дело было возле дачи моего соседа…
- Длиннее дни, алей рассвет… — (Стихи Джауфре Руделя)
- До свиданья, до свиданья, между прочим говорю… — До свиданья
- До свиданья, шумный лагерь, пионерский город наш…
- Её глаза, на звёзды не похожи… — Сонет 130 (Стихи У. Шекспира в переводе С. Маршака)
- Если вдруг ожила небылица… — Небылица (Стихи И. Анненского)
- Есть мечты на свете этом, очень разные мечты…
- Женщины, нас под руку берущие… — (Стихи А. Володина)
- Жизнь моя не повторится дважды…
- Жил-был один мужчина…
- За проливом синим, за горой крутой… — Край света
- Зачем и о чём говорить…— (Стихи И. Бунина)
- Звезда полей во мгле заледенелой… — (Стихи Н. Рубцова)
- И опять в полусвете ночном… — На качелях (Стихи А. Фета)
- Иванов проживает на улице Май… — Иванов и Петров
- Иду золотистой аллеей…
- Из-за нежности я погубил свою жизнь… — Я погиб
- Издалека льётся тоска скрипки осенней… (Стихи П. Верлена в переводе А. Гелескула)
- Как незаметно день за днём год пролетает… — Вальс «Да ну»
- Как чудесно! — в нашей жизни… — Гости
- Каменщик, каменщик, в фартуке белом… — Каменщик (Стихи В. Брюсова)
- Кем-то лето второпях выпито из сада… — Осенний сад (Стихи И. Померанцева)
- Когда лампа разбита, огонь умирает в пыли… — Строки (Стихи Перси Биши Шелли. Перевод И. Ивановского)
- Когда умру, схороните меня с гитарой… — (Стихи Федерико Гарсиа Лорки)
- Когда я на речку мальчишкой ходил… — Про бычка (Стихи В. Левина)
- Корабли трутся бортом о борт… — Корабли должны уходить (Стихи Карлоса Касассоса)
- Корабли уходят в море…
- Кто построил этот мир полный света и дождя…
- Любовь, как роза красная, что летом расцвела…
- Любовь моя, Снегурочка, не стоит горевать… — Снегурочка (Стихи И. Уткина)
- Марионетки всех времён, любимая забава… — Марионетки (Стихи Беранже)
- Миленькая рыбка, дорогой карась… — Карась (Стихи Н. Олейникова)
- Мирную самбу в мирные дни… — Мирная самба
- Мой весёлый, звонкий мяч… — (Стихи С. Маршака)
- На Арбате, через площадь вёл на ниточке послушной… — Розовая песня (стихи О. Дриза)
- На дворе не слышно вьюги, над землёй туманный пар…
- На Камчатке холмы зелены до зимы… — На Камчатке
- На промысел пошли два друга, два соседа… — Змея (стихи С. Маршака)
- На работу утром рано бодро выхожу…
- На Чимгане воздух чист… — Чимган
- Над рекой и над дорогой в суете обычных дней…
- Начинается игра радости с отчаяньем…
- Наша Ива не ленива, целый день рисует Ива… — Советчики (Стихи Я. Свободы)
- Наши сны о земле — отраженье миров…
- Не бросай на край земли огненные краски…
- Не бывает напрасным прекрасное… — (Стихи Ю. Мориц)
- Нет, я не жду любви ответной…
- Никого со мною нет, на стене висит портрет… — Портрет (Стихи А. Тарковского)
- О, больная, прекрасная Осень… (Стихи Г. Аполлинера)
- О женщине Грузии дальней…
- О женщине замужней…
- О, мой дом, моя земля, мой кораблик…
- Обманите меня, но совсем, навсегда… — (Стихи М. Волошина)
- Обойди весь город поперёк и вдоль…
- Ой, дорога, ты, дорога, между сосен и берёз… — Дорога
- Оправданья и страданья, всё на откуп…
- Педали у велосипеда легко и свободно кручу… — Велосипед
- Печалишься ты зря, не веришь в радость утра…
- По моей щеке напрасно тихо катится слезинка…
- По статистике многие женщины… — (Стихи М. Володина)
- Под мостом ледоход, ледоход…
- Поднимите, — кричу я с дивана… — Поднимите! — (Стихи В. Д. Смита в пер. А. Суханова)
- Подумаем о том, где этот мир поэта…
- Полдюжины булавок я вам преподношу…
- Помнишь летом, родная, с тобою…
- Помню, были мы неделю на Таити… — Рассказ кока
- Поскрипывал ремень на чемодане… (Стихи А. Кушнера)
- Потемневший от времени снимок… — Фотография
- Потуши свечу, занавесь окно…
- Появился в доме вдруг очень вежливый индюк… — Индюк. (Стихи Б. Заходера)
- Продаю — купите то, чем я владею…
- Прощай, Карелия моя… — Прощание с Карелией
- Рядовая психбольница, пациент очередной… — (Стихи М. Володина)
- Свет зажгу, на чернильные пятна…
- Сквозь белесую мглу прорывается утро… — Сентябрьский вальс
- Снова стою на дороге знакомой…
- Спасибо, спасибо тому, кто строил баню… — Баня (Стихи С. Маршака)
- Спят, спят мышата, спят ежата… — Зелёная карета (Стихи Овсея Дриза в переводе Генриха Сапгира)
- Среди миров, в мерцании светил… — Моя звезда (Стихи И. Анненского)
- Стареют нынче вещи.
- Там, высоко в горах снега, вечные лежат… — Там
- Твои глаза как океаны… — Камчатка
- Ткут из пены кружева и вздыхают волны…
- Три девочки в траве, три тонких линии… — Три девочки (Стихи Г. Эмина)
- Ты видел с крыльями верблюда…
- Ты да я, да мы с тобой… — В деревянном башмаке. Народная норвежская песня. (Перевод Ю. Вронского)
- Тянется ужин, плещет бокал… — Аристократка (Стихи Н. Олейникова)
- У души моей вот-вот загремят раздоры с телом… — Песенка о сухой корочке (Стихи Дм. Сухарева)
- У него было пять женщин до неё…
- У Пера когда-то корова была… — Про Пера (Норвежские народные стихи. Перевод Ю. Вронского)
- У старинного дома, на углу Малой Бронной… — Патриаршие пруды
- Уезжаю в Ленинград, как я рада — как я рад… — (Стихи И. Уткина)
- Ухожу, ибо в этой обители бед ничего постоянного, прочного нет… — Романс старости (Стихи Омара Хайама)
- Что любится, чем дышится, душа чем ваша полнится…
- Этот апрель — новый приход светлой мечты из снов… — Апрель
- Этот вот человек на соратника сделал донос… — Провокатор (Стихи Н. Хикмета)
- Я видел землю чудную не раз… — Зелёная земля. (Стихи А. Смита)
- Я знаю, я знаю много песен о любви… — Музыкальный полёт
- Я и память вспоминали время… — Минута молчания
- Я играла с огнём, не боялась огня… — (Стихи и музыка В. Долиной)
- Я не владею испанским, немецким, французским… — Мой кругозор (Стихи Ю. Мориц)
- Я переделал много дел, едва с кровати встать успел…
- Я прощаюсь первым, год уходит в ночь…
- Я с тоской, как с траурным котом… — Прощание с Марией (Стихи И. Сельвинского)
- Я увидел во сне можжевеловый куст… — Можжевеловый куст (Стихи Н. Заболоцкого)